# Джессор (округ)
Джессор (бенг. যশোর জেলা, англ. Jessore District) — округ на западе Бангладеш, в области Кхулна. Образован в 1781 году. Административный центр — город Джессор. Площадь округа — 2578 км². По данным переписи 2001 года население округа составляло 2 440 693 человека. Уровень грамотности взрослого населения составлял 33,4 %, что ниже среднего уровня по Бангладеш (43,1 %). 86,5 % населения округа исповедовало ислам, 13,21 % — индуизм.

## Административно-территориальное деление
Округ делится на 8 подокругов (upazila):
1. Абхайнагар (Абхайнагар)
2. Багхерпара (Багхерпара)
3. Чаугачха (Чаугачха)
4. Джессор[источник не указан 5059 дней] (Джессор)
5. Джхикаргачха (Джхикаргачха)
6. Кешабпур (Кешабпур)
7. Манирампур (Манирампур)
8. Шарша (Шарша)